# Борошево
Борошево (пол. Boroszewo, нім. Borroschau, 1942–45 Borschau) — село в Польщі, у гміні Тчев Тчевського повіту Поморського воєводства.
Населення — 684 особи (2011).
У 1975-1998 роках село належало до Гданського воєводства.

## Демографія
Демографічна структура станом на 31 березня 2011 року:
|          | Загалом | Допрацездатний вік | Працездатний вік | Постпрацездатний вік |
| -------- | ------- | ------------------ | ---------------- | -------------------- |
| Чоловіки | 402     | 83                 | 279              | 40                   |
| Жінки    | 282     | 79                 | 165              | 38                   |
| Разом    | 684     | 162                | 444              | 78                   |